# Havoc de Huntsville
Le Havoc de Huntsville est une franchise de hockey sur glace basé à Huntsville dans l'État de l'Alabama aux États-Unis.

## Historique
Successeurs des Channel Cats de Huntsville de la défunte South East Hockey League. Le club intègre la nouvelle Southern Professional Hockey League qui compte huit équipes lors de la saison initiale. Terminant 6e au terme de la saison régulière, le club ravit la dernière place disponible pour les séries éliminatoires mais s'incline en première ronde face aux Barracudas de Jacksonville. Aux cours des deux saisons qui suivirent, l'équipe obtint de meilleurs résultats s'inclinant en deuxième ronde.
La saison 2007-08 fut décevante, l'équipe présenta pour une première fois de son histoire une fiche déficitaire s'inclinant 27 fois et remportant 23 parties ce qu'il fut en sorte l'exclusion des séries d'après saison. La saison suivante, l'équipe marqua un retour dans les séries éliminatoires mais l'aventure fut de courte durée. L'Havoc s'inclina en cinq parties face aux éventuels champions de la ligue, les Ice Bears de Knoxville.
En 2009-10, l'équipe connut sa meilleure saison de son histoire en récoltant 71 points et terminant en deuxième position au terme de la saison régulière. L'entraîneur Randy Murphy réussit à mener son club à une première finale des séries en 6 ans d'histoire. L'Havoc affronta l'équipe d'expansion, le Surge du Mississippi, et remporta le premier championnat de son histoire.

### Saisons après saisons
| Saison  | PJ | V  | D  | N | DP | DTB | BP  | BC  | Pts | Classement | Séries éliminatoires               |
| ------- | -- | -- | -- | - | -- | --- | --- | --- | --- | ---------- | ---------------------------------- |
| 2004-05 | 56 | 29 | 27 | - | 0  | 0   | 183 | 181 | 58  | 6e place   | Défaite en première ronde          |
| 2005-06 | 56 | 32 | 21 | - | 1  | 2   | 203 | 186 | 67  | 5e place   | Défaite en deuxième ronde          |
| 2006-07 | 56 | 29 | 23 | - | 3  | 1   | 221 | 210 | 62  | 4e place   | Défaite en deuxième ronde          |
| 2007-08 | 52 | 23 | 27 | - | 0  | 2   | 195 | 211 | 48  | 7e place   | Ne participe pas                   |
| 2008-09 | 60 | 29 | 24 | - | 6  | 1   | 204 | 197 | 65  | 4e place   | Défaite en première ronde          |
| 2009-10 | 56 | 31 | 16 | - | 7  | 2   | 199 | 178 | 71  | 2e place   | Vainqueur de la Coupe du Président |
| 2010-11 | 56 | 30 | 24 | - | 0  | 2   | 168 | 158 | 60  | 3e place   | Défaite en première ronde          |
| 2011-12 | 56 | 22 | 28 | - | 3  | 3   | 163 | 198 | 50  | 8e place   | Défaite en deuxième ronde          |